# Соймонов, Михаил Фёдорович
Михаи́л Фёдорович Со́ймонов (1730—1804) — русский естествоиспытатель и государственный деятель, крупный организатор горного производства и горно-геологической службы дела, один из устроителей высшего образования в России, действительный тайный советник, сенатор. Президент Берг-коллегии (1771—1781 и 1796—1801).

## Биография
Родился 15 (26) мая 1730 года в Москве. Старший сын Фёдора Ивановича Соймонова (1682—1780), исследователя Каспийского моря, выдающегося гидрографа и картографа, сибирского губернатора, сенатора. В 1738 году, в возрасте восьми лет, был определён в Академию наук, где обучался языкам, математике и другим предметам.
С 1742 года учился в Московской артиллерийской школе, находившейся на Земляном валу. После окончания артшколы в 1749 году служил унтер-офицером, находился вместе с отцом в Сибири, участвовал в проведении гидрографических, геодезических и картографических работ в Сибири, принимал участие в Нерчинской экспедиции (1753—1754). М. Ф. Соймонов, в автобиографии вспоминал о том, как он лично расселял 3700 человек с соликамских промыслов, отводил им места для постройки домов, земли под пашни и сенокосы. Для обороны Нерчинска М. Ф. Соймонов спроектировал и возглавил строительство пяти земляных бастионов.
В 1764 году становится главой правления Берг-коллегии. Обер-прокурор Сената (1764).
В период 1770—1771 годов, убежденный сторонник создания в России высшего горного учебного заведения и после обращения в Берг-коллегию уральского горнопромышленника И. Тасимова составил план учреждения Горного училища, рассмотренный Сенатом и утвержденный Екатериной II (1773). Первый директор (1773—1776 и 1796—1801) Горного училища для подготовки горных офицеров — первого высшего технического учебного заведения в России. Ко дню его открытия подготовил устав и учебную программу, назначил основных преподавателей. Придавая большое значение практическому обучению студентов, построил при училище специальный рудник и лаборатории, основал музей и библиотеку, издательство и типографию.
В 1771—1776 годах (до своей болезни) был президентом Берг-коллегии, затем — Главным директором Департамента горных и монетных дел. «23 сентября 1771 года последовало определение Сената о передаче чеканки рублевой монеты в ведение нового президента Берг-коллегии… Но только лишь осенью 1773 г., Соймонов подал донесение в Сенат, испрашивая у него разъяснения о том, что делать с чеканкой медных рублей. Оказалось, что из присланной от Московской монетной экспедиции меди „не мало издержано по-здешнему Монетному двору и лаборатории надобности, а также и на листы для Петропавловского шпица“. Затем, не определён был ещё угар получаемой от плавки присланной меди, и президент Берг-коллегии не знал, следовало или нет продолжать работы по чеканке рублевой монеты, тем более, что для этого приходилось переделать машину. Сенат не мог решить вопроса и представил его на высочайшую резолюцию. Императрица пожелала, чтобы вновь было приступлено к чеканке рублевой монеты, о чём генерал-прокурор, князь Александр Алексеевич Вяземский и объявил Соймонову».
В 1772 году Соймонов лично прибыл в Петрозаводск для организации работ на Олонецких заводах, пришедших в упадок. С собой в Карелию Соймонов взял лучших и знающих горных офицеров, многие из которых принимали участие в работах на Воицком руднике (А. Ярцов, А. Карамышев, А. Глатков, А. Шурлин). Соймонову поручалось осмотреть рудники Олонецкого уезда и определить их состояние. Уже зимой 1772 года он отправляет на закрытый Воицкий рудник Александра Матвеевича Карамышева, известного русского ученого, закончившего университет в Упсале (Швеция), ученика Карла Линнея, ботаника, медика, химика. Осмотрев рудник, Карамышев пришел к заключению, что золото добывалось «с неисправностью и неискусством».
В 1776 году больной М. Ф. Соймонов, вместе с И. И. Хемницером и Н. А. Львовым в 1776 году совершил длительное путешествие за границу. Через Дрезден, Лейпциг, Франкфурт-на-Майне и Кёльн они проехали в Голландию, побывали в Лейдене, Амстердаме и других городах, после чего направились во Францию. В мае 1777 года путешественники снова поехали в Голландию, оттуда через Аахен прибыли в Спа. Здесь Соймонов длительное время лечился минеральными водами. А в октябре 1777 года Соймонов вернулся в Петербург. От этой поездки сохранился путевой дневник Хемницера.
В 1797—1801 годах — после восстановления упраздненной Берг-коллегии был её главным директором, в его ведении находился также Монетный департамент. Осуществил ряд важных мероприятий по развитию русской горной промышленности. Под его непосредственным руководством достигли расцвета разработки Олонецких и Нерчинских свинцово-серебряных месторождений, начали работать государственные «рудоискательные» партии.
11 июня 1798 года действительный тайный советник и сенатор М. Ф. Соймонов, являвшийся главным директором Берг-коллегии по монетной части и горным заводам, лично распорядился об определении в Екатеринбург пастора. Этому предшествовало деловое письмо пермского губернатора, адресованное Соймонову и «представляющее надобность в пасторе, при екатеринбургской заводской школе быть долженствующем». Соймонов определил: «как исправлению христианских треб обществу евангелического лютеранского закона, в Перми пребывающему, необходимо, и особого на то пастора, как изъясняет о том господин губернатор, там нет, то и кажется нужным предписать канцелярии главного заводов правления, чтобы оному, находящемуся в заводской школе, предписано было к исправлению обязанности таким порядком, дабы мог он иметь возможность исправлять требы к обществу по званию ево, отъезжая для сего из Екатеринбурга в год не больше двух раз».
В 1800 году ряд членов правительства Павла I, особенно главный директор Берг-коллегии М. Ф. Соймонов, настаивали на отмене подневольного труда приписных рабочих. Они были убеждены, что практика приписки подрывает металлургию. Возражая консерваторам, Соймонов считал, что освобождение большинства подневольных работников принесёт только пользу, поскольку труд, основанный на экономическом принуждении, а не на кнуте, будет более эффективным. Хотя по предложению Соймонова Павел I указом от 9 ноября 1800 года ввел институт «непременных работников», это встретило такое сопротивление при дворе, что реализацию закона пришлось отложить. С одной стороны, волнения рабочих подталкивали правительство к ликвидации системы приписки, но с другой военные потребности страны вынуждали её сохранять.
В 1801 году Соймонов вышел в отставку и переехал в Москву, где с 1801 года заседал в совете Екатерининского училища и состоял главным попечителем Воспитательного дома.
17 (29) октября 1804 года Михаил Фёдорович Соймонов скончался в подмосковном Серпухове. Есть предположение, что он похоронен там же, где и его отец, в селе Волосове на кладбище Высоцкого монастыря в Серпухове.

## Память
В честь М. Ф. Соймонова а в Москве назван Соймоновский проезд, а также по его родовому имени названо старинное поселение в Серпуховском районе.

## Награды
- Орден Святой Анны (221-й по списку кавалеров) (1771)
- Орден Святого апостола Андрея Первозванного (31 мая 1799)